# Tour Granite
Pour les articles homonymes, voir Granite (homonymie).
La tour Granite est un gratte-ciel de bureaux dans le quartier d'affaires de la Défense, en France. Elle est située plus précisément à Nanterre, sur le périmètre de l'opération d'intérêt national Seine-Arche.

## Historique
La tour Granite a été inaugurée le 15 décembre 2008. Le prisme de 184 mètres de hauteur (35 étages), signé par l'architecte Christian de Portzamparc, est le premier IGH (immeuble de grande hauteur) certifié NF Bâtiment tertiaire-démarche HQE (haute qualité environnementale). Cette tour est la cinquième tour la plus haute de la Défense, après les tours First, Majunga, Total et T1.
Commandée par la Société générale et confiée à une société de promotion associant Nexity et Vinci, elle se dresse face aux tours Société générale, dont les capacités étaient insuffisantes. Comme ces dernières, la tour Granite possède un toit largement incliné. La tour Granite s'ajoute aux deux autres tours de la Société générale (Chassagne et Alicante), et les trois tours sont accessibles depuis le même accueil.
Longtemps annoncé avec une hauteur de 230 mètres, le projet de l'architecte Christian de Portzamparc a dû être revu, à la demande de la Société Générale, à la suite des attentats du 11 septembre 2001, aux États-Unis. Les travaux ont commencé début 2005 malgré les nombreux retards[réf. souhaitée]. Avec l'avant de la tour en forme de proue de bateau, la tour Granite fait face à la ville de Nanterre. Une passerelle relie Granite aux deux autres tours Société Générale, Chassagne et Alicante. 
La tour Granite profite notamment de technologies permettant des économies d’énergie[Lesquelles ?].
L'ergonomie des locaux de travail a été confiée au Cabinet Ergonomie Conseil (2008)[réf. souhaitée].

## Travaux
Détail des participants au projet et à la construction :
- Maîtrise d'ouvrage : SAS Galybet (Société Générale)
- Assistant maîtrise d'ouvrage : Jacobs France
- Maîtrise d'œuvre d'exécution : Coteba Ingénierie
- Promoteur : Nexity
- Constructeur : Vinci
- Principale entreprise chargée du gros œuvre : Bateg (mandataire)
- Société chargée de la pose des armatures : SENDIN
- Coût de la construction : 180 millions d'euros

## Anecdote
La tour T1 du Groupe Suez fut construite dans des délais similaires (2005-2008).

## Sources et références
1. 1 2  Le Moniteur no 5482 du 19 décembre 2008 p. 12